# Fatimo Isaak Bihi
Fatimo Isaak Bihi là một cựu nhà ngoại giao người Somalia. Cô là đại sứ nữ đầu tiên (Đại sứ tại Thụy Sĩ) . Bihi cũng là cựu Giám đốc của Bộ Ngoại giao Châu Phi, cũng như là cựu Đại diện thường trực cho Somalia tại Liên Hợp Quốc.